# Cesar (Oliveira de Azeméis)
Cesar is een Portugese freguesia in de gemeente Oliveira de Azeméis. De plaats heeft een totale oppervlakte van 6,56 km² en telde 3288 inwoners in 2001.
Er is weinig bekend over de geschiedenis. Bermudo III van León versloeg hier in 1035 een moslimleger. 

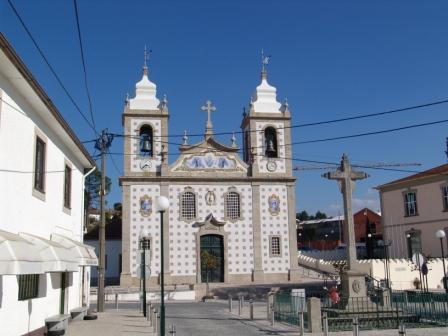
Kerk uit 1862